# Ange Casta
Pour les articles homonymes, voir Casta.
Ange Casta est un auteur et réalisateur de télévision français, né le 2 septembre 1927 à Marseille et mort le 13 octobre 2020 au Plessis-Robinson.

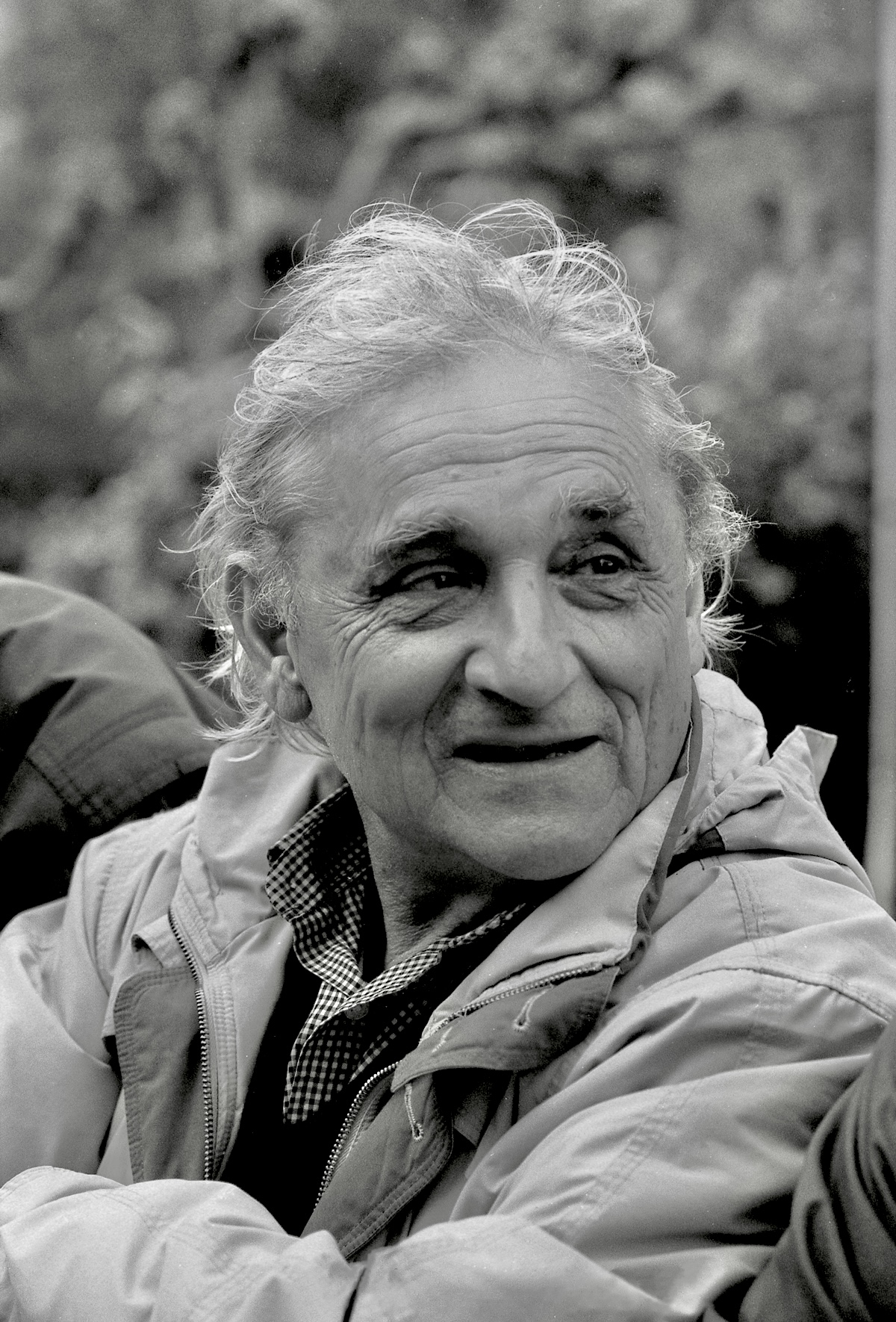
Ange Casta en 1994

## Biographie
Issu d’une famille corse, Ange Casta est né à Marseille et a passé son enfance à Aix-en Provence. À l’Université, au cours de ses études supérieures de lettres il découvre le théâtre et fait sa première expérience de mise en scène. Il est admis à l’IDHEC (Institut des Hautes Études cinématographiques) en 1949. Il commence sa carrière comme assistant de Jacques Becker et de Raymond Rouleau. Il réalise un court métrage, Autour de Casque d'or (INA), pendant le tournage du film, puis un moyen métrage cinéma (35 mm) Orly le monde.
Il commence sa carrière à la RTF (plus tard ORTF) en 1952 et devient réalisateur en 1955. Il appartient à la première génération des réalisateurs qui comptent Stellio Lorenzi, Marcel Bluwal, Claude Santelli, Jean Prat, Jean-Pierre Marchand, Hubert Knapp, Jean-Claude Bringuier, Jean-Marie Drot etc. Ange Casta s’est consacré à la télévision publique.
Au fil des années, il partage son activité entre fictions, grands reportages et documentaires de création. Il a réalisé plus de cent films (voir INA/Inathèque de France).
Pour Cinq Colonnes à la Une puis les éditions spéciales d’Information Première (Pierre Desgraupes), il parcourt le monde à l’heure de la décolonisation : Somalie/Éthiopie, Roumanie communiste, Palestine (Gaza), Vietnam (La guerre à 25 ans), Algérie (L’Algérie dix ans après), Laos (Commando, piste Ho Chi Minh, bombardements B52), Cambodge (Siège de Phnom-Penh/Chronique d’une route coupée), Tchad (Au-delà de la guerre), Amérique latine (Typhon sur le Honduras/Médecins Sans Frontières).
À travers ses documentaires de création, il observe, analyse, témoigne à propos d’un monde qui change au long des années de croissance, les Trente Glorieuses, avec le meilleur et le pire : l’ébranlement de mai 1968 et la longue grève de l'ORTF pour la Liberté d'expression, suivie des années de crise (De mère en fille, le temps s’en va Madame, La Rupture, Les Chemins de la vie, les Dossiers de l'écran, Daniel Claude  Simone et un million d’autres, La Pub, Que vive Mexico, Beurs, La Parabole corse). Pierre Bourdieu et Françoise Dolto ont collaboré à ses travaux. Il a également tracé les portraits et documents de grands écrivains et de personnalités : Alain-Fournier (À la recherche du Grand Meaulnes), Saint-Exupéry (Visages de Saint-Exupéry), Ampathé Bâ, Amadou Seydou (Service de la recherche ORTF). Il a participé à Lectures pour tous.
Il a dirigé dans ses films de fiction : Suzanne Flon, Patrick Dewaere, Martine Carol, Alice Sapritch, Jean Desailly, Philippe Avron, Claude Evrard, Bernard Fresson, Juliette Gréco, Jean-Marc Bory, Catherine Rouvel, Grégoire Aslan, Henri Virlojeux, etc. dans des œuvres telles que La Belle Équipe, Si j'étais vous, Monsieur Il, Drame à un personnage, La Roulette russe, Colomba, Jean Jaurès ; vie et mort d’un socialiste, Mademoiselle Clarisse. 
Il a reçu pour ses films des prix nationaux et internationaux (prix René-Barthélemy, Grand Prix de la télévision 1965, Prague d’Or 1981, Sept d’Or 1985, Grand Prix du jury festival de l’Environnement 1992)
En 1976 il a été l’initiateur de la campagne de communication pour Médecins sans frontières, alors à ses débuts, prise en charge gratuitement par Havas, avec le slogan : « Dans leur salle d’attente deux milliards d’hommes ». Cette campagne constitue pour les fondateurs de MSF « une deuxième naissance ». Elle est le point de départ de la notoriété internationale de cette ONG qui recevra le prix Nobel de la Paix en 1999.(L’aventure MSF – Anne Vallaeys, Prix Joseph Kessel, Fayard 2005 / Au seuil de l’éternité – Xavier Emmanuelli, Albin Michel 2011).
Parallèlement, pendant quinze ans — 1977/1993 — Ange Casta a été professeur associé des Sciences de la communication et des études cinématographique à l’université Louis-Lumière Lyon II où il mettra en place la filière communication et cinéma de 3e cycle.
En janvier 1987, après la privatisation de TF1 et la création de plusieurs chaînes de télévision commerciale, Ange Casta, au sein d’un groupe d’experts, a avancé la proposition d’une réforme fondamentale du financement de la télévision publique — service d’État — qui lui permettrait d’échapper à la marchandisation de sa politique des programmes : « Suppression de la publicité sur ses antennes compensée, à parts égales, par une contribution Culture et Communication, modulée, prélevée sur l’ensemble du marché publicitaire, les deux aspects étant indissociables, les recettes publicitaires abandonnées par la télévision publique retournant sur le marché commercial. Ce choix sera accompagné d’une révision équilibrée de la redevance télévisuelle payée par les usagers. » Retenue dans un premier temps par Michel Rocard, Premier Ministre, cette proposition sera finalement abandonnée sous les pressions.
À partir de 1990, Ange Casta anime le groupe de travail « Pour que vive la télévision publique », auquel participaient Pierre Bourdieu, Max Gallo, Pierre Moinot, Claude Marti, Jean Martin juriste-avocat, et Christian Pierret Président de la Caisse des dépôts.
Vingt ans plus tard, le 8 janvier 2008, dans un contexte politique différent, cette proposition de réforme a été reprise de façon inattendue par le nouveau président de la République Nicolas Sarkozy, sans la contrepartie financière équivalente pour la télévision publique ainsi privée d’une partie de ses moyens (V. article. de Claude Soula,Nouvel Observateur du 17 janvier 2008).
De 2003 à 2007, Ange Casta a été président de la Société civile des auteurs multimédia.
Il a été à l'origine en 2005 de la création des Étoiles de la Scam, attribuées chaque année aux meilleurs films documentaires diffusés.
Il est chevalier de la Légion d’honneur.
Il meurt le 13 octobre 2020 au Plessis-Robinson à l’âge de 93 ans.

## Réalisateur
- 1958 : La Belle Équipe
- 1959 : Attention... Je pique !
- 1968 : Colomba[3]
- 1971 : Si j'étais vous
- 1984 : Mademoiselle Clarisse d'après Violette Leduc